# تودور جورجو
تودور جورجو (رومانیایی: Tudor Giurgiu؛ زادهٔ ۱ ژانویهٔ ۱۹۷۲) کارگردان فیلم و فیلم‌نامه‌نویس اهل رومانی است.
از فیلم‌هایی که وی در آنها نقش داشته‌است، می‌توان به خاکستر و خون اشاره کرد.